# Florian Taulemesse
Florian Taulemesse (Bagnols-sur-Cèze, 31 gennaio 1986) è un calciatore francese, attaccante del Cieza.

## Palmarès

### Club

#### Competizioni nazionali
- Coppa di Cipro: 1

AEK Larnaca: 2017-2018